# Tulliallan Castle

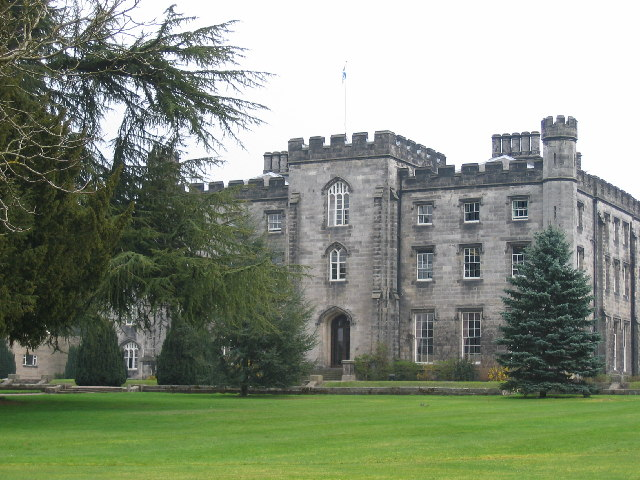
Tulliallan Castle

Tulliallan Castle ist ein Herrenhaus in der schottischen Ortschaft Kincardine in der Council Area Fife. 1972 wurde das Bauwerk als Einzeldenkmal in die schottischen Denkmallisten in der höchsten Denkmalkategorie A aufgenommen. Des Weiteren bildet es zusammen mit verschiedenen Außengebäuden ein Denkmalensemble der Kategorie A.

## Geschichte
Im Jahre 1798 erwarb der Admiral George Elphinstone die Länderei Tulliallan. Nachdem Elphinstone 1814 zum ersten Viscount Keith erhoben worden war, ließ er zwischen 1818 und 1820 Tulliallan Castle als Herrensitz errichten. 1924 kaufte der Politiker Harold Mitchell, 1. Baronet das Anwesen. Zu Zeiten des Zweiten Weltkriegs beherbergte Tulliallan Castle ein Hauptquartier der Polnischen Streitkräfte im Westen. Ab 1954 war dort eine Polizeischule beheimatet. Heute ist es Hauptsitz der schottischen Polizei.

## Beschreibung
Tulliallan Castle steht am Nordostrand von Kincardine. Das große Herrenhaus ist neogotisch ausgestaltet. Für den Entwurf zeichnet der englische Architekt William Atkinson verantwortlich. Das dreistöckige Herrenhaus ist im Stile einer Burg mit Blendbewehrung ausgestaltet. Von den Kanten ragen Türme auf. Mittig tritt ein Mittelrisalit aus der Fassade heraus. Es schließen sich zweistöckige Flügel an.